# Pseudopholis jordani
Pseudopholis jordani är en skalbaggsart som beskrevs av Brenske 1898. Pseudopholis jordani ingår i släktet Pseudopholis och familjen Melolonthidae. Inga underarter finns listade i Catalogue of Life.